# Falling in Reverse
Falling in Reverse är ett amerikanskt post-hardcore/alternativ rock-band från Las Vegas, Nevada, USA.

## Bandmedlemmar

### Nuvarande medlemmar
- Ronnie Radke – sång, piano (2008– ), rytmgitarr (2017–2018)
- Max Georgiev – sologitarr, bakgrundssång (2018– )
- Christian Thompson - rytmgitarr, bakgrundssång (2021– )
- Wes Horton - bas, bakgrundssång (2021– )

### Turnerande medlemmar
- Johnny Mele – trummor (2019– )

### Tidigare medlemmar
- Anthony Avila – sologitarr, bakgrundssång (2008–2009)
- Nick Rich – trummor (2008–2009)
- Nason Schoeffler – basgitarr, sång (2008–2011)
- Gilbert Catalano — rytmgitarr, bakgrundssång (2008–2010)
- Jacky Vincent – sologitarr, bakgrundssång (2009–2015)
- Oscar Garcia — trummor (2009–2010)
- Khaled Biersack - trummor, bakgrundssång (2010)
- Scott Gee — trummor, bakgrundssång (2010–2011)
- Ryan Seaman – trummor (2011–2017)
- Mika Horiuchi — basgitarr, bakgrundssång (2011–2012)
- Ron Ficarro – basgitarr, bakgrundssång (2012–2014)
- Max Green – basgitarr, sång (2014)
- Christian Thompson – sologitarr, sång (2015–2018)
- Brandon "Rage" Richter – trummor (2018)
- Zakk Sandler – synthesizer, keyboard, rytmgitarr (2018–2019), basgitarr (2015–2018), sång (2015–2019)
- Derek Jones – sång, rytmgitarr (2010–2020), sologitarr (2017–2019)
- Tyler Burgess – basgitarr, sologitarr, sång (2018–2021)
- Johnny Mele – trummor (2019–2021 )

### Tidigare turnerande medlemmar
- Jonathan Wolfe – basgitarr, bakgrundssång (2014–2015)
- Chris Kamrada – trummor (2017)
- Michael Levine – trummor (2017–2018)
- Anthony Ghazel – trummor (2018–2019)
- Christian "CC" Coma – trummor (2019)

## Diskografi

### Studioalbum
- The Drug in Me Is You (2011)
- Fashionably Late (2013)
- Just Like You (2015)
- Coming Home (2017)
- Popular Monster (2024)

### Singlar
- "The Drug In Me Is You" (2011)
- "I'm Not a Vampire" (2011)
- "Raised by Wolves" (2012)
- "Good Girls Bad Guys" (2012)
- "Alone" (2013)
- "Fashionably Late" (2013)
- "Bad Girls Club" (2014)
- "God, If You Are Above ..." (2015)
- "Guillotine IV (The Final Chapter)" (2015)
- "Coming Home" (2016)
- "Loser" (2017)
- "Superhero" (2017)
- "Broken" (2017)
- "Losing My Mind" (2018)
- "Losing My Life" (2018)
- "Drugs" (2019)
- "Popular Monster" (2019)
- "Zombified" (2022)
- "Voices in my Head" (2022)
- "WATCH THE WORLD BURN" (2023)
- "Last Resort (reimagined) (2023)
- "God is a Weapon" (2025)